# Arcyophora
Arcyophora is een geslacht van vlinders van de familie visstaartjes (Nolidae), uit de onderfamilie Chloephorinae.

## Soorten
- A. anubis Rebel, 1948
- A. dives (Butler, 1898)
- A. elegantula Grünberg, 1910
- A. endoglauca (Hampson, 1910)
- A. icterica Swinhoe, 1886
- A. ledereri (Wallengren, 1863)
- A. longivalvis Guenée, 1852
- A. nudipes Wallengren, 1856
- A. patricula (Hampson, 1902)
- A. polla (Schaus, 1893)
- A. stalii (Wallengren, 1863)
- A. sylvatica Büttiker, 1959
- A. trigramma Hampson, 1912
- A. zanderi Felder & Rogenhofer, 1874